# Starcraft: Brood War
Starcraft: Brood War är expansionen till det populära spelet Starcraft och släpptes av Blizzard Entertainment 30 november 1998. Här fortsätter handlingen i tre nya episoder och man får följa hjältarna från originalet i deras kamp. Denna gång i ordningen: Protoss, Terran, Zerg. Det tillkommer även nya enheter till varje ras.

## Handling
Starcraft slutade med att Tassadar offrade sitt liv för att förstöra the Overmind. The Terran Dominion, lett av Kejsare Arcturus Mengsk, har vuxit sig starkt och har tagit kontroll över en stor del av sektorn. Sarah Kerrigan har lyckats ta kontroll över en del av Zergsvärmen, men några av de kvarvarande Cerebrates har växt samman och bildat en ny Overmind på Char. Detta leder till en intern konflikt inom Zerg, därav namnet Brood War.

### Kapitel Fyra: The Stand
Här tar spelaren upp rollen som en Executor, en befälhavare över en av Protoss arméer. Detta är förmodligen samme Executor som i Kapitel Tre (se Starcraft).
Efter Tassadars offer står Aiur i kaos. De överlevande Protoss, ledda av Zeratul, Aldaris och Artanis, flyr till The Dark Templars hemplanet, Shakuras, genom en Warpgate. Shakuras är en skymningsvärld utan någon natt eller dag. En styrka ledd av Praetor Fenix och Jim Raynor stannar kvar för att försöka hålla kontrollen över Warpgaten så länge som möjligt. Men trots detta lyckas en stor mängd Zerg ta sig igenom till Shakuras.
Där träffar de överlevande Dark Templars ledare Matriarch Raszagal, som berättar att det finns ett sätt att utplåna de Zerg som tagit sig till Shakuras och därmed rädda Protoss från utrotning. Ett mycket gammalt tempel finns på planeten. Det är byggt av Xel'Naga, varelserna som skapat både Protoss och Zerg. Om två kristaller, Uraj och Khalis, den ena med krafterna från The High Templar och den andra med krafterna från The Dark Templar, förenas inuti templet kommer allt utanför att utplånas. Sarah Kerrigan kommer till Shakuras och berättar att hon nu är fri från The Overminds kontroll, men att en ny växer på Char. Hon vill hjälpa Protoss att hitta kristallerna om de hjälper henne att döda The Overmind.
Zeratul, Artanis och Kerrigan ger sig iväg för att finna kristallerna. Den ena finns på Braxis och den andra på Char, i närheten av den nybildade Overmind. Båda återfinns och man lyckas skada The Overmind allvarligt. Men när de återvänt till Shakuras, har Aldaris vänt sig emot dem. Han ska få behålla livet, men Kerrigan dödar honom. Bara för att hon hjälpt Protoss att hitta kristallerna, får hon leva. Kerrigan säger då: "Fine. I've done what I came here to do. I've ensured the destruction of the renegade Cerebrates, and I used you to do it. Have fun, mighty Protoss... We'll be seeing each other again, real soon...". Hon lämnar sedan Shakuras.
Protoss styrkor tar sig fram till Templet och medan Zeratul och Artanis leder kraften hos kristallerna genom templet, försvarar de det mot en massiv, desperat attack av Zerg. Snart har de laddat Templet och alla tar skydd därinne.
En massiv energivåg kommer ut ifrån Templet och utplånar allt levande på planeten. Och för första gången någonsin stiger en sol upp över horisonten.

### Kapitel Fem: The Iron Fist
I kapitel fem tar spelaren upp rollen som en kapten i The United Earth Directorates expeditionsflotta, ledd av Admiral Gerard Du'Galle (menat som referens till den franska generalen Charles de Gaulle under andra världskriget). Kaptenen övervakas av viceamiral Alexei Stukov (tidigare sedd i kapitel 4).
Nu har man på Jorden börjat intressera sig för vad som händer i den avlägsna Koprulusektorn. UED, United Earth Directorate, har sänt en flotta i syfte att ta kontroll över sektorn. De vill främst störta Mengsk, men får reda på att en ny Overmind växer på Char. Denna är dock inte färdigutvecklad, så UED vill ta kontroll över den också så att de kan kontrollera Zerg totalt.
Det första målet är planeten Braxis, där de hoppas att hitta information om The Terran Dominions försvar. På planeten träffar de på en före detta löjtnant i Konfederationen, Samir Duran. Han hjälper dem att erövra huvudstaden, Boralis, genom att visa dem en väg förbi minfälten kring staden. Sedan säger han att de måste få tillgång till The Terran Dominions datanät och kodade filer. Där finner de att en stor del av The Dominons Battlecruisers är stationerade i de stora skeppsvarven på Dylar IV. De lyckas stjäla flera Battlecruisers och besegrar sedan en av Mengsks flottor, ledd av General Edmund Duke.
Nästa anhalt för UED är Tarsonis, där The Terran Confederacy hade sin huvudstad. Du'Galle misstänker att en sändare, byggd av Konfederationen, kallad Psi Disrupter, som kan sända ut signaler som stör ut de som The Overmind använder för att kommunicera med resten av Svärmen, finns någonstans på planeten. Mengsk hade försökt hitta den, men misslyckats. UED:s forskare lyckas dock hitta den. Samir Duran anser att den är alltför farlig och borde förstöras direkt. Du'Galle håller med honom och skickar dit Duran för att förstöra den. Väl där överraskas Duran av en grupp Ghosts utskickade av Stukov. De säger att Stukov ska överse förstöringen av sändaren personligen, så Duran överlämnar ansvaret åt dem.
Sedan åker UED till Mengsks hemvärld, Korhal och börjar ett anfall mot The Terran Dominions huvudstad Augustgrad. Men just när Du'Galle ska avrätta Mengsk, kommer Jim Raynor tillsammans med en Protoss-styrka och räddar honom. Du'Galle jagar dem till Aiur, och där förstör de Raynors bas. Men när de ska spränga deras flyktkapsel, kommer en stor invasions-våg av Zerg in, vilket leder till att kapseln hinner åka in i en Warpgate som exploderar när kapseln hunnit igenom.
Samir Duran har upptäckt att Alexei Stukov inte alls har förstört Psi Disruptern som beordrat. Han har tagit den till Braxis då han anser att den är alltför användbar för att förstöras. Du'Galle ger Duran order att döda Stukov, men inser för sent att det egentligen är Samir Duran som är förrädaren. Han är en Infested Terran, precis som Kerrigan. Duran aktiverar Psi Disrupterns självförstörelsemekanism och försvinner. Men precis innan byggnaden sprängs, hinner Du'Galles trupper avaktivera mekanismen.
Du'Galle aktiverar Psi Disruptern och kaos utbryter inom Zergsvärmen. UED lyckas droga The Overmind och har därmed tagit kontroll över huvuddelen av Zergsvärmen. Då säger Kerrigan och Duran att de har allierat sig med flera andra fraktioner i Koprulusektorn och att de kommer att förstöra Psi Disruptern och visa honom vad Zerg verkligen går för. Du'Galle avvisar dock detta hot, då UED nu har tagit kontrollen över hela sektorn.
Han grämer sig dock över att han lurades att döda Alexei, som var en av hans äldsta vänner. Utan honom skulle det bli svårare att hålla kontroll över sektorn och truppernas moral uppe. Dock hade han avslöjat en spion i sina egna led, vilket förhoppningsvis skulle innebära färre dåliga råd i fortsättningen.

### Kapitel Sex: The Queen of Blades
Här tar spelaren upp rollen som en Cerebrate i Sarah Kerrigans tjänst, troligtvis samma Cerebrate som vakade över Kerrigans kokong i kapitel Två (se Starcraft). Kerrigan och Duran har nu tagit över Tarsonis som deras hemplanet. Nu får de stöd av Raynor och Fenix, som har Arcturus Mengsk med sig. Mengsk lånar en Psi Emitter till Kerrigan för att hon ska kunna ta kontroll över tillräckligt mycket Zerg för att förstöra UED:s Psi Disrupter.
Efter detta kräver Mengsk i gengäld att Kerrigan återtar Korhal från UED. Kerrigan uppfyller hans önskan, men bryter sedan deras pakt och dödar General Duke och Fenix. Sedan invaderar de Shakuras och kidnappar Matriarch Raszagal och håller henne som gisslan. Zeratul kommer och kräver tillbaka Raszagal, men Kerrigan låter henne bara gå tillbaka till hans sida om han hjälper Kerrigan att döda The Overmind så att hon kan få kontroll över alla Zerg. Zeratul inser att det är det enda hoppet, och dödar The Overmind. Men nu vill inte Raszagal gå tillbaka, hennes sinne har nämligen blivit förgiftat av Kerrigan. Men Zeratul och hans Dark Templar har fått nog och stjäl tillbaka henne. Kerrigan hindrar dem från att fly till Shakuras, men innan hon hinner ta tillbaka Raszagal, kommer Zeratul och dödar Raszagal. Han tycker att det vore bättre att hon är död, än att hon hamnar i klorna på Kerrigan.
Plötsligt försvinner Duran. Tre flottor, ledda av Arcturus Mengsk, Artanis och Gerard Du'Galle invaderar plattformen ovanför Char, där Kerrigans operationsbas ligger. Hon hinner inte ta upp alla sina styrkor på plattformen, men beslutar sig för att slåss ändå. När alla tre flottorna är besegrade ber Du'Galle om nåd. Kerrigan säger att hon inte tänker ta några fångar, men att hon kommer att låta UED:s flotta få ett försprång.
Du'Galle vet att han är besegrad. Han skriver ett brev till sin hustru, Helena, där han berättar att det inte var möjligt att erövra Koprulusektorn och att Stukov inte hade dött den hjältemodiga död som påståtts, utan att det var Du'Galles egen stolthet som hade dödat honom. Sedan tar han sin pistol, sätter den mot sitt huvud och tar sitt liv.
Strax efteråt hinner Zerg ikapp UED:s flotta. Inget skepp tog sig någonsin tillbaka till Jorden.

### Epilog
Kerrigan utropar sig som segrare, men hennes styrkor är decimerade efter striderna. Hon låter Mengsk, Raynor och Artanis gå, men säger att hon kommer att anfalla dem i framtiden.
Mengsk flyr tillbaka till Korhal med det som återstår av hans flotta. Där börjar han åter bygga The Terran Dominion.
Artanis tar sig tillbaka till Shakuras, där han och de kvarvarande Protoss börjar återupprätta sin en gång mäktiga civilisation.
Jim Raynor och Zeratul går skilda vägar och har inte hörts av sedan dess.
Kerrigan står kvar ensam på sin plattform och stirrar ut i rymden. Hon kan inte skaka av sig känslan att det finns någonting, någonstans där ute, som stirrar tillbaka.

## Nya enheter
Som vanligt med expansioner, får man tillgång till nya enheter i Brood War.

### Terran
- Valkyrie (Luft mot Luft)

Dessa är skepp som specialiserat sig på att anfalla stora grupper av fientliga skepp. De skjuter iväg stora mängder raketer som inte är så pricksäkra, men de har stor splash-damage.
- Medic (Understöd, Spellcaster)

Dessa kan hela fotsoldater. De kan även ta bort parasiter och göra fiender blinda med hjälp av sin "Optical Flare".
- Power Generator (Endast i Single Player)

Generatorer som driver vissa speciella byggnader och försvarssystem. Används bara av UED.
- Psi Disrupter (Endast i Single Player)

En sändare, byggd av The Terran Confederacy, vars syfte är att störa ut de signaler som Zerg kommunicerar med.

### Zerg
- Devourer (Luft mot Luft)

Dessa utvecklas från Mutalisks. De är effektiva mot fientliga skepp och deras attack gör mer än att bara skada vid träff, de gör även att fienden saktar ner och mottar skada under en kortare period.
- Lurker (Mark mot Mark)

Dessa utvecklas från Hydralisks. Ovan jord kan de inte anfalla. Men då de är nergrävda kan de skicka iväg kraftiga spikar genom marken mot sitt mål. De är effektiva då man vill göra snabba attacker mot fientliga baser.
- Overmind Cocoon (Endast i Single Player)

Den nya, ej färdigutvecklade Overmind, befinner sig i detta stadium.

### Protoss
- Dark Templar (Mark mot Mark)

I föregångaren fick man använda dessa, men inte träna nya. Nu har man full tillgång till dem. De är mycket effektiva mot markbundna fiender, då de är osynliga och har en mycket kraftig attack.
- Dark Archon (Spellcaster)

Bildas då två Dark Templar går samman. De kan inte attackera, men de har tillgång till mycket kraftiga spells, såsom Maelstorm och Mindcontrol.
- Corsair (Luft mot Luft)

Dessa har ganska effektiva kortdistansvapen. De kan även störa ut luftvärn som står på marken (Missile Turret, Photon Cannon, Spore Colony) för ett tag genom att lägga ett kraftfält över dem. De är dock inte effektiva på egen hand, utan blir mest effektiva i grupper.
- Warp Gates (Endast i Single Player)

Används av Protoss för att kunna resa mellan avlägsna planeter.
- Xel'Naga Temple (Endast i Single Player)

Ett tempel byggt på den plats där Xel'Naga först landade på Shakuras. The Dark Templar har studerat det under århundraden.
- Uraj Crystal (Endast i Single Player)

En kristall innehållande kraften från Khala, Protoss huvudreligion.
- Khalis Crystal (Endast i Single Player)

Denna kristall innehåller kraften från The Dark Templar, de som vägrat att följa Khala.

### Vilda djur
- Kakaru (Twilight)

En fågelliknande varelse som finns på skymningsvärlden Shakuras.
- Ursadon (Ice)

En isbjörnsliknande varelse som lever på isplaneten Braxis.
- Scantid (Desert)

En skorpionliknande varelse som lever i öknen på den sönderbombade planeten Korhal.